# Glutation transferaza
Glutation transferaza (EC 2.5.1.18, glutation -transferaza, glutation S-alkiltransferaza, glutation S-ariltransferaza, S-(hidroksialkil)glutation lijaza, glutation S-aralkiltransferaza, glutation S-alkil transferaza, GST) je enzim sa sistematskim imenom RX:glutation -transferaza. Ovaj enzim katalizuje sledeću hemijsku reakciju
 + glutation {\displaystyle \rightleftharpoons } HX + R-S-glutation
Ova grupa enzima ima široku specifičnost. R može da bude alifatična, aromatična ili heterociklična grupa; X može da bude sulfatna, nitrilna ili halidna grupa.

## Literatura
- Nicholas C. Price; Lewis Stevens (1999). Fundamentals of Enzymology: The Cell and Molecular Biology of Catalytic Proteins (Third изд.). USA: Oxford University Press. ISBN 019850229X.
- Eric J. Toone (2006). Advances in Enzymology and Related Areas of Molecular Biology, Protein Evolution (Volume 75 изд.). Wiley-Interscience. ISBN 0471205036.
- Branden C; Tooze J. Introduction to Protein Structure. New York, NY: Garland Publishing. ISBN 0-8153-2305-0.
- Irwin H. Segel. Enzyme Kinetics: Behavior and Analysis of Rapid Equilibrium and Steady-State Enzyme Systems (Book 44 изд.). Wiley Classics Library. ISBN 0471303097.

## Spoljašnje veze
- Glutathione+transferase на 